# Dominique Leverd
Dominique Leverd est un acteur français et le fondateur de l'école de théâtre Verbe et Lumière.

## Biographie
Après avoir reçu trois seconds prix de comédie moderne, de comédie classique et de tragédie en 1967, à sa sortie du Conservatoire (cours Fernand Ledoux, Henri Rollan, Jean Meyer), il entame une carrière de comédien, durant laquelle il interprète près de 120 grands rôles sur la scène. En 1987, il fonde son propre cours, Verbe et Lumière, où il enseigne l'art dramatique.
Il a été le compagnon de Fanny Ardant, avec laquelle il a eu une fille, Lumir, en 1975,.

## Théâtre

### Comédien
- 1965 : Les amants maléfiques de Thomas Middleton et William Rowley, mise en scène Jacques Tourane, Théâtre Récamier
- 1965 : À travers le mur du jardin de Peter Howard, mise en scène Marc Gassot, Théâtre des Arts
- 1966 : Électre de Sophocle, mise en scène Silvia Monfort
- 1969 : Noces de sang de Federico García Lorca, mise en scène Raymond Rouleau, Théâtre des Célestins
- 1969 : Le Misanthrope de Molière, mise en scène Jean Meyer, Théâtre des Célestins
- 1970 : Le Procès Karamazov de Diego Fabbri d'après Fiodor Dostoïevski, mise en scène Pierre Franck, Théâtre des Célestins
- 1970 : Cyrano de Bergerac d’Edmond Rostand, mise en scène Jacques Ardouin, Théâtre des Célestins (Lyon)
- 1970 : La nuit des rois de William Shakespeare, mise en scène Jean Meyer, Théâtre romain de Fourvière
- 1970 : Brouart et le désordre de Claude Aveline, mise en scène Jean Meyer, Théâtre des Célestins
- 1970 : L'École des Femmes de Molière, mise en scène d'Henri Doublier, Festival de Sarlat
- 1971 : Andromaque de Jean Racine, mise en scène Jean Meyer, Théâtre des Célestins
- 1971 : La Reine morte d’Henry de Montherlant, mise en scène Jean Meyer, Théâtre des Célestins
- 1971 : Lorenzaccio d’Alfred de Musset, mise en scène Jean Meyer, Odéon antique
- 1972 : Mais qu'est-ce qui fait courir les femmes la nuit à Madrid ? d'après Pedro Calderón de la Barca, mise en scène Maurice Ducasse, Festival du Marais, Théâtre de l'Athénée-Louis Jouvet
- 1972 : Le Cid de Pierre Corneille, mise en scène Michel Favory, Théâtre des Célestins
- 1973 : Candida de Bernard Shaw, mise en scène de Jean Desailly, Théâtre Hébertot
- 1975 : Polyeucte de Pierre Corneille, mise en scène Dominique Leverd, Festival du Marais, tournée
- 1977 : Hamlet de William Shakespeare, mise en scène : Julien Bertheau, Théâtre des Célestins
- 1977 : Les Femmes savantes de Molière, mise en scène Jean Meyer, Théâtre des Célestins
- 1977 : Le Prophète de Khalil Gibran, mise en scène Dominique Leverd, Église Saint Germain-des-Prés
- 1978 : Le Colonel Chabert d'après Honoré de Balzac, mise en scène Jean Meyer, Théâtre des Célestins
- 1978 : Intermezzo de Jean Giraudoux, mise en scène Jean Meyer, Théâtre des Célestins
- 1978 : Dom Juan de Molière, mise en scène Jean Meyer, Théâtre des Célestins
- 1984 : Gigi de Colette, mise en scène de Jean Meyer, Théâtre des Célestins et Théâtre des Nouveautés
- 1985 : Chacun sa vérité de Luigi Pirandello, mise en scène de Jean Meyer, Théâtre des Célestins
- 1985 : Un coq en pâte  de Jean Meyer, mise en scène de Jean Meyer, Théâtre des Célestins
- 2012 : Le Roi David d'Arthur Honegger, Ensemble vocal de l'École Polytechnique, Espace Pierre Cardin

### Metteur en scène
- 1975 : Polyeucte de Pierre Corneille, Festival du Marais (église des Blancs Manteaux) puis tournée
- 1976 : Le Maître de Santiago d’Henry de Montherlant, Cloître des Billettes, Théâtre Saint-Georges
- 1977 : Le Prophète de Khalil Gibran, Église Saint-Germain-des-Prés
- 1978 : Électre de Jean Giraudoux, Festival de Bellac
- 1979 : Miguel Manara d’Oscar Venceslas de Lubicz-Milosz, Théâtre des Deux Portes
- 1979 : Tête d'Or de Paul Claudel, Théâtre des Bouffes du Nord
- 1979 : Le jeu de Sainte Agnès de Marius Constant, Palais de Chaillot, Abbaye Saint-Pierre de Beaume-les-Messieurs
- 1982 : Trois hommes vers le soleil levant, montage poétique d'après Paul Claudel, Rencontres de Brangues
- 1983 : Il faut que je vous dise (Nouvelles scènes de la vie future) d’André Le Gall, Théâtre d'Enghien
- 1984 : Dialogues des carmélites de Georges Bernanos, Pelouse de Reuilly
- 1989 : Dialogue des carmélites (opéra) de Francis Poulenc, livret de Georges Bernanos, Opéra de Tours
- 2004 : L'épopée de Stanislas, Spectacle du bicentenaire du collège Stanislas, de Fabrice Hadjadj, Collège Stanislas
- 2006 : Ecce homo (Poétique musicale autour de textes de Péguy, Claudel, Pourrat, musiques de Victoria, Bach, Pergolèse, Liszt)

## Filmographie
Télévision
- 1970 : Le Tribunal de l'impossible (épisode Un mystère contemporain) d'Alain Boudet
- 1974 : Au théâtre ce soir (épisode Candida de George Bernard Shaw, mise en scène Jean Desailly) de Jean Royer, au Théâtre Marigny
- 1976 : La Poupée sanglante de Marcel Cravenne : Jacques Quentin
- 1978 : Le Colonel Chabert d'après Honoré de Balzac, mise en scène Jean Meyer, réalisation Pierre Sabbagh, au Théâtre Marigny